# 哈滕霍芬
哈滕霍芬是德国巴登-符腾堡州的一个市镇。总面积7.64平方公里，总人口2942人，其中男性1436人，女性1506人（2011年12月31日），人口密度385人/平方公里。